# Замок Пуансе
Замок Пуансе (фр. Château de Pouancé) — второй по величине средневековый замок Анжу (после Анжерского). Расположен в долине реки Верзе, выше города Пуансе, в 16 километрах восточнее Шатобриана, в так называемом Четырёхугольнике, образованном городами Ренн, Лаваль, Анжер и Нант. Развалины внесены в список исторических памятников Франции.  
Первые укрепления были построены анжуйскими графами на границе с Бретанью в XI веке. Несколько больших башен, ключевых пунктов обороны, придают замку Пуансе его грозный вид. Территория крепости занимает более трех гектаров. Имеются  жилые и подсобные помещения, в основном постройки XII—XV вв. Замок неоднократно подвергался осаде; так, во время Столетней войны подвергся нападению бретонской армии во главе с Жаном V в 1379 году.
Замок необитаем с XVIII века. За годы Французской революции был основательно разрушен. К середине XX века был практически стёрт с лица земли. Реставрация началась в 1960-е годы и заняла сорок лет.